# Kumba
Kumba – miasto w Kamerunie, w Regionie Południowo-Zachodnim, stolica departamentu Meme. Liczy około 180 tys. mieszkańców.
W mieście rozwinął się przemysł olejarski, drzewny oraz materiałów budowlanych.